# Ганмен (фильм, 2015)
«Ганмен» (англ. The Gunman) — остросюжетный боевик режиссёра Пьера Мореля. Экранизация романа Жан-Патрика Маншетта «Позиция для лежачего стрелка» (фр. La Position du tireur couché;  рус: «Позиция для стрельбы из положения лёжа»). В главных ролях — Шон Пенн и Идрис Эльба. Премьера фильма в США состоялась 20 марта 2015 года, в России — 18 июня 2015.

## Сюжет
Американец Джеймс Терье (Шон Пенн) — сотрудник частной военной компании, международный наемник очень высокого класса. ЧВК охраняла лагеря беженцев и стройки в Конго, но несколько особо доверенных бойцов втайне выполняли и другие контракты. В 2006 году именно Джим Терье по приказу своего руководства застрелил министра природных ресурсов Демократической Республики Конго, что спровоцировало резкую активизацию гражданской войны в стране. Джим вынужден был скрыться, поручив любимую женщину, Энни, хирурга из госпиталя в Киншасе (Жасмин Тринка), заботам своего связного Феликса Марти (Хавьер Бардем).
Восемь лет спустя Джим, тихо вернувшийся в Конго, работает в некоммерческой организации, бурит скважины на питьевую воду и пытается отыскать Энни. Отбившись от нескольких боевиков, ворвавшихся на буровую с винтовками и спутниковыми телефонами в поисках единственного здесь «белого мужчины», то есть именно Джима, Терье немедленно вылетает в Лондон; он намерен разобраться, кто и почему пытается его ликвидировать. Встретившись со своим бывшим шефом Терренсом Коксом (Марк Райлэнс), Джим выясняет, что «из гражданских», за пределами группы бойцов-исполнителей ЧВК, об операции «Голгофа» в Конго было известно лишь Феликсу, только он контактировал с заказчиками, которых не знал даже Кокс. Найдя его, ныне преуспевающего предпринимателя и филантропа, в Барселоне, Джим неожиданно находит и Энни. Она теперь — «сеньора Марти», жена Феликса. Именно Феликс руководил всей операцией «Голгофа» и назначил Джима на роль стрелка, который неминуемо должен будет исчезнуть по её завершении. И, как теперь выясняется, заранее решил, как воспользоваться его исчезновением — он «спас» Энни во время беспорядков в Киншасе и уже много лет продолжает паразитировать на её признательности…
Феликс Марти, пригласив Терье в их с Энни загородный дом и откровенно наслаждаясь тем, в какое унизительное положение он тем самым поставил Джима, рассказывает, что за всеми участниками операции «Голгофа» охотится Интерпол. Правда, ликвидировать Джима, разумеется, пытался не Интерпол; более того, Брайсон и Рид, два сотрудника ЧВК, вместе с Терье готовившиеся в 2006 году как возможные исполнители, уже мертвы, в живых пока остаётся только Джим. Но дом окружён, Феликс сдал Терье и заманил его в засаду. Пьяный Феликс поставляется под пулю штурмовой группы, фактически покончив с собой чужими руками, а Джим, забрав Энни, с боем прорывается к машине.
Старый друг и учитель Джима, Стенли Энджертон (Рэй Уинстон), выясняет главное. Оказывается, что легальное прикрытие наёмников, зарегистрированная в Гибралтаре фирма «Аквила Корпорейшн», руководимая Терри Коксом, готовится заключить крупный контракт с Пентагоном. Любой не вовремя вскрывшийся след из прошлого может скомпрометировать её и сорвать сделку; поэтому ЧВК и начала «обрубать хвосты». Дело в том, что по следам Терье, Феликса и других участников «Голгофы» идёт решительный и очень неглупый спецагент Интерпола Джеки Барнс (Идрис Эльба) — его интересуют не столько наёмники, сколько их заказчик, но и «грехи» ЧВК обязательно будут расследованы. После давней травмы головы и контузии у Джима бывают провалы памяти, он давно выработал привычку всё записывать. Его записи понятны только ему самому, но и в таком виде они оказываются смертельно опасными для Терренса Кокса и его бизнеса.
За Джимом начинается охота по всей Испании, и у него не остается другого выбора, кроме как принять бой — одному против всех. Как быку на арене для корриды…

## В ролях
| Актёр               | Роль                                                |
| ------------------- | --------------------------------------------------- |
| Шон Пенн            | Джим Терье                                          |
| Жасмин Тринка       | Энни                                                |
| Хавьер Бардем       | Феликс Марти                                        |
| Рэй Уинстон         | Стэнли Эджертон, друг и коллега Джима               |
| Марк Райлэнс        | Терренс Кокс                                        |
| Петер Францен       | Рейнигер, руководитель боевиков «Аквила Корпорейшн» |
| Идрис Эльба         | Джеки Барнс, специальный агент Интерпола            |
| сэр Билли Биллингем | Рид, коллега Джима                                  |
| Даниэль Адельбойега | Брайсон, коллега Джима                              |
| Марк Шардан         | начальник отдела закупок                            |
| Рачель Ласкар       | Камиль, помощник Джима на буровой                   |
| Хавьер Капдет       | работник арены для корриды                          |
| Оскар Форонда       | служащий фирмы                                      |

## Создание

### Разработка
В январе 2013 года стало известно, что французский режиссёр боевиков Пьер Морель ведёт переговоры о постановке фильма c Шоном Пенном в главной роли. В мае 2013 Deadline.com сообщил, что Хавьер Бардем сыграет в «Ганмене». В июне стало известно, что в фильме снимутся Идрис Эльба в роли специального агента-оперативника Интерпола, не останавливающегося не перед чем, чтобы добиться своей цели, и Жасмин Тринка в роли женщины, в которую влюблен персонаж Пенна. Также в июне Deadline.com сообщил, что Рэй Уинстон присоединился к актёрскому составу фильма в роли наставника наёмного убийцы — героя Пенна.

### Съёмки
Съёмки фильма проходили в Барселоне и Лондоне.

## Критика
На агрегаторе рецензий Rotten Tomatoes рейтинг одобрения составляет 16 % на основе 182 отзывов со средней оценкой 4,3 из 10.
Гай Лодж из Variety назвал фильм «механическим, лишенным юмора триллером» и «явно неубедительной попыткой переделать Пенна, который также был соавтором сценария и продюсером, в героя боевиков средних лет по образцу Лиама Нисона».